# 岩沼市消防本部
岩沼市消防本部（いわぬまししょうぼうほんぶ）は、かつて存在した宮城県岩沼市の消防部局（消防本部）である。管轄区域は岩沼市全域。

## 概要
- 消防本部：宮城県岩沼市末広一丁目6番32号
- 管内面積：60.72km2
- 職員定数：50人
- 職員実数（2015年3月31日現在）：48人
- 階級別消防吏員数：消防司令長×3、消防司令×3、消防司令補×18、消防士長×7、消防副士長×3、消防士×14（うち女性1）
- 消防署1カ所
- 主力機械（2015年3月現在）
  - 普通消防ポンプ自動車：2
  - 水槽付消防ポンプ自動車：1
  - 化学消防自動車：1
  - 救助工作車：1
  - 水槽車：1
  - 救急車：2
  - 指揮車：2
  - 広報車：1
  - その他：4

【概要全体に関する参考文献：平成26年度消防年報 - 岩沼市】

## 沿革
- 1965年（昭和40年）4月1日 - 岩沼町消防本部・岩沼町消防署を設置する。
- 1971年（昭和46年）11月1日 - 市制施行に伴い、岩沼市消防本部・岩沼市消防署に改称する。
- 2019年（平成31年）4月1日 - 岩沼市、亘理町、山元町の消防広域化（岩沼市消防本部と亘理地区行政事務組合消防本部の統合）によりあぶくま消防本部が発足し、廃止する。

## 組織
- 本部 - 総務課
- 消防署 - 予防課、警防課

## 消防署
| 消防署       | 住所              | 出張所 |
| ------------ | ----------------- | ------ |
| 岩沼市消防署 | 末広一丁目6番32号 | なし   |